# Trocherateina specularia
Trocherateina specularia là một loài bướm đêm trong họ Geometridae.